# Cratere Nipigon
Nipigon  è un cratere sulla superficie di Marte.